# Samurai Warriors: Katana
Samurai Warriors: Katana (戦国无双 KATANA: Sengoku Muso: Katana in Japan) is een actiespel voor de Wii voorgesteld op Nintendo 's pre-E3-conferentie van 2006. Het spel speelt zich af in het feodale Japan en is gebaseerd op de Samurai Warriors-serie door Koei en Omega Force, een spin-off van de Dynasty Warriors-serie.
Het spel wordt gespeeld met de Wii Remote en de Nunchuk-uitbreiding. De actie wordt ervaren vanuit een first-person perspectief. In de strijd, is de speler voorzien van een steekwapen (zoals een zwaard of speer) en een schietwapen (zoals een pijl-en-boog of kanon). De speler kan vrij wisselen tussen beide wapentypen tijdens de gevechten. Aanvallen worden uitgevoerd door op de aanvalknop van de Wii Remote te drukken, hetzij om individuele vijanden, hetzij om groepen aan te vallen. Het spel bevat ook een multiplayer-modus voor twee spelers.
Buiten de strijd, zijn er loopsequenties waarin de speler met de Wii Remote in de hand met de armen moet slingeren om een normale loopbeweging te simuleren. Paardrijden is ook opgenomen, waarbij de Wii Romote als teugels dient en de Nunchuk als een zweep.